# وزارة الدفاع (المالديف)
وزارة الدفاع هي الوكالة الحكومية المالديفية المسؤولة عن «قوة الدفاع المالديفية» وحماية استقلال وسلامة مواطني جزر المالديف ووزير الدفاع الحالي هي ماريا أحمد ديدي.

ينص دستور جزر المالديف أن:
الهدف الأساسي للخدمة العسكرية هو الدفاع عن الجمهورية وحمايتها وسلامة أراضيها ومنطقتها الاقتصادية الخالصة والشعب.

## التأسيس
تأسست وزارة الدفاع عام 1932 محمد فريد ديدي خلال نظامه الإمبراطوري الأول.
يمكن تتبع أصل القوة الأمنية الحالية من مبادرات السلطان إبراهيم نور الدين اسكندر الذي حكم من عام 1888 إلى عام 1892. أعجب السلطان بمجموعة من الشبان الذين كانوا يسيرون بخطوات بينما كانوا في قصر السلاطين لتعلم الشكل التقليدي لفنون الدفاع عن النفس. أعطى السلطان مباركه لتمرينهم الجديد وسهل تدريبهم. بعد ذلك، بدأت مجموعة الرجال في مرافقة السلطان في مسيراته الاحتفالية.